# Motoyawata
Motoyawata (jap. 本八幡駅 Moto-Yawata-eki) – stacja kolejowa w mieście Ichikawa, w prefekturze Chiba. Została otwarta 1 września 1935.